# ۱۲۲۹۲ دالتون
سیارک ۱۲۲۹۲ (به انگلیسی: 12292 Dalton، نامگذاری:1991LK2) دوازده هزار و دویست و نود و دومین سیارک کشف شده‌است که در ۶ ژوئن ۱۹۹۱ کشف شد.
قدر مطلق سیارک برابر ۳۰.۹ است.